# Motorola 68882
Motorola 68882 är en flyttalsprocessor tillverkad av det amerikanska företaget Motorola. Den var en förbättrad version av Motorola 68881.

## Statistik över 68882[1]
- 176 000 transistorer on-chip
- 25 MHz-versionen körde på 264 kFlops
- 33 MHz-versionen körde på 352 kFlops
- 40 MHz-versionen körde på 422 kFlops
- 50 MHz-versionen körde på 528 kFlops